# Pikachu
Pikachu är en Pokémon i Pokémonspelen och -animen. Den är bland de mest välkända och populära Pokémonfigurerna och fungerar som maskot för hela produktserien. Ash Ketchum, huvudpersonen i TV-serierna, har en Pikachu som är den enda Pokémon han har haft kvar i sitt lag genom alla säsonger.

## Egenskaper
Pikachus är utformade som gula möss med elektriska krafter. På varje kind har de en röd påse som lagrar elektricitet under natten, vilken de sedan ska kunna urladda. Pikachus är känsliga mot attacker av jordtyp, men starka mot attacker av vatten- och flygtyp. Om en Pikachu ges föremålet Thunder Stone ("Åsksten") utvecklas den till Raichu, men då kan den inte lära sig fler attacker naturligt, utan måste lära sig attacker via så kallade TM och HM, artificiella attackinlärningsmaskiner. I spelet Pokémon Gul kan spelaren dock inte utveckla den Pikachu man fått från professor Oak. Pikachu utvecklas från förstadiet Pichu.
Namnet kommer från japanskans "pikapika", som betyder "liten elstöt", och "chū", vilket är musens läte i Japan (liksom man säger "pip" på svenska).